# 镜中人
《镜中人》（英語：Man in the Mirror）是流行乐天王迈克尔·杰克逊專輯《Bad》裏的第4支单曲。它曾在格莱美奖被提名年度製作獎項，和在告示牌單曲榜榜首停留超过2个星期。虽然这首歌在美国获得成功，但在英国則沒受到同等的迴響，是杰克逊自1980年的“Girlfriend”以来，在英國排名最低的单曲，也是《Bad》专辑唯一一首没在英国超过Top 20的歌曲。但在杰克逊逝世那一年，该歌曲在英国受到好评，据2009年最新英国R&B榜和单曲排行榜显示，该歌曲分别排名第1和第2。这首歌还在2009年的诺贝尔和平奖演唱会上被翻唱。

## 现场表演
这首歌在Bad世界巡回演唱会的後期加入，並成為結尾曲，而在Dangerous世界巡回演唱会上，杰克逊将它作为结束曲，在HIStory世界巡回演唱会上则未被表演（除了文莱热身演唱会外）。
在Dangerous世界巡回演唱会的罗马尼亚布加勒斯特站，杰克逊将它演绎了约10分钟，在杰克逊穿上“火箭人”衣服飞走的时间，杰克逊都在即兴编造歌词，被歌迷公认为“巡演里最精彩的结束曲”。
在2001年的“United We Stand”慈善演唱会上，杰克逊再度演绎了这支作品。